# Monte Verde, Kap Verde
Monte Verde är ett berg i Kap Verde.   Det ligger i kommunen Concelho de São Vicente, i den nordvästra delen av landet, 260 km nordväst om huvudstaden Praia. Toppen på Monte Verde är 750 meter över havet. Monte Verde ligger på ön São Vicente.
Terrängen runt Monte Verde är kuperad söderut, men norrut är den platt. Havet är nära Monte Verde åt nordost. Monte Verde är den högsta punkten i trakten. Närmaste större samhälle är Mindelo, 5,6 km nordväst om Monte Verde. 